# Sentul International Circuit
Sentul International Circuit is een permanent circuit in de buurt van Bogor in Indonesië.
De Formule 1 zou het circuit aandoen als Grand Prix van de Pacific op 13 oktober 1996 maar werd afgelast omdat het circuit ongeschikt bleek voor de Formule 1 door de te krappe bochten.

In 1996 en 1997 werden er motorsportraces als onderdeel van het wereldkampioenschap wegrace gereden.

In 2006 en 2007 werd de Indonesische ronde van de A1GP op het circuit verreden en in 2008 werd de tweede ronde van de GP2 Asia Series er verreden.
Verder was het circuit van 2006 tot en met 2008 het toneel voor de Formule V6 Azië.
Tegenwoordig wordt het circuit vooral gebruikt voor verschillende motorsportraces.

## Resultaten

### Grand Prix-wegrace van Indonesië
| Seizoen | Winnaar 125 cc            | Winnaar 250 cc          | Winnaar 500 cc         |
| ------- | ------------------------- | ----------------------- | ---------------------- |
| 1996    | Masaki Tokudome (Aprilia) | Tetsuya Harada (Yamaha) | Mick Doohan (Honda)    |
| 1997    | Valentino Rossi (Aprilia) | Max Biaggi (Honda)      | Tadayuki Okada (Honda) |

### A1GP
| Seizoen   | Winnaar sprintrace | Winnaar hoofdrace |
| --------- | ------------------ | ----------------- |
| 2005-2006 | Nicolas Lapierre   | Sean McIntosh     |
| 2006-2007 | Jonny Reid         | Jonny Reid        |

### GP2 Asia Series
| Seizoen | Winnaar race 1  | Winnaar race 2       |
| ------- | --------------- | -------------------- |
| 2008    | Sébastien Buemi | Mohamed Fairuz Fauzy |